# Лехмускаллио, Маркку
Маркку Лехмускаллио (фин. Markku Lehmuskallio; род. 31 декабря 1938, Раума, Турку-Пори) — финский документалист.

## Биография
Родителями Лехмускаллио были морской консультант Осмо Лехмускаллио и Кертту Йоханна Пенттиля.
Лехмускаллио во многих своих фильмах отобразил жизнь и традиции коренных народов Сибири, Северной Канады и Скандинавии. Помимо документальных фильмов, Лехмускаллио также снимал художественные фильмы, такие как первый художественный фильм на ненецком языке «Семь песен из тундры» (2000), который был удостоен, среди прочего, премии Юсси.

### Карьера
Лехмускаллио в молодости работал лесотехником. Первоначальным толчком для работы в киноиндустрии стало уничтожение в пожаре его квартиры и личных вещей. Лемускаллио купил на деньги по страховке 16-миллиметровую пленочную камеру и в качестве хобби начал изучать различные этапы кинопроизводства. Работал в Главном лесном управлении Финляндии, но помимо своей основной работы снимал образовательные фильмы о лесах для Объединённого банка Финляндии и документальные фильмы для канала Yle TV2. В 1969 году он устроился на работу коммерческим режиссёром в Filmitalo Oy, оттуда перешел в компанию Аймо Ядерхольма, а затем в продюсерскую компанию Filmysyndicaatti. В 1973 году он ушёл оттуда чтобы стать режиссёром-фрилансером. В 1970-х годах, помимо собственных кинопроектов, он работал оператором в трех художественных фильмах: «Вкус лета», «Антти Пуухаара» и «Пулакапина».